# Laurent Mangel
Pour les articles homonymes, voir Mangel.
Laurent Mangel, né le 22 mai 1981 à Vesoul, est un coureur cycliste français, professionnel de 2005 à 2014. Il a notamment remporté la Classic Loire-Atlantique en 2010.

## Biographie
Compétiteur d'une grande carrure, soit d'un mètre 95, Laurent Mangel débute dans le cyclisme dans le club de la Roue d'Or Noidans. Il passe professionnel en 2005 et court jusqu'en 2008 avec l'équipe AG2R Prévoyance. Il rejoint la formation Besson Chaussures-Sojasun en 2009. 
En 2007, il se classe deuxième de la 16e étape du Tour d'Italie. En 2010, lors du Grand Prix de Plouay il fait partie d'un groupe de coureurs échappés sur plus de 220 km et repris à 5 km de l'arrivée. L'année suivante, lors du Tour méditerranéen, il croit s'imposer au sprint lors de la première étape de l'épreuve. Cependant, il célèbre sa victoire trop tôt et se fait battre sur la ligne par Thomas Voeckler.
Il fait partie des coureurs ayant terminé, au moins une fois, les trois grands Tours du circuit professionnel.
Il annonce qu'il prend sa retraite à l'issue de la saison 2014.

## Palmarès
- 2002
  - 3e du Critérium du Printemps
- 2003
  - Grand Prix de Vence
  - Grand Prix d'Ouverture de Lorraine
  - Grand Prix de Tourteron
  - 3e du Giro del Mendrisiotto
- 2004
  - Ruban granitier breton :
    - Classement général
    - 1re et 5e étapes

  - Tour Nord-Isère :
    - Classement général
    - 2e étape

  - 2e étape du Tour Nivernais Morvan
  - 2e de Dijon-Auxonne-Dijon
  - 2e de Paris-Troyes
  - 3e de la Ronde du Canigou
  - 3e de Troyes-Dijon
  - 3e d'Annemasse-Bellegarde et retour
- 2005
  - 2e étape des Boucles de la Mayenne
- 2006
  - 6e étape du Tour de Langkawi
- 2009
  - 3e étape du Tour de Bretagne
  - 2e étape du Tour du Gévaudan
  - 2e de Manche-Atlantique
- 2010
  - Classic Loire-Atlantique
  - 1re étape des Boucles de la Mayenne
  - 4e étape du Tour de Wallonie
  - 3e du Tour de Wallonie
  - 3e de Paris-Camembert
- 2012
  - 2e du Grand Prix de Lillers-Souvenir Bruno Comini
  - 2e de Cholet-Pays de Loire

## Résultats sur les grands tours

### Tour de France
1 participation
- 2011 : 122e

### Tour d'Italie
2 participations
- 2007 : 112e
- 2008 : 93e

### Tour d'Espagne
2 participations
- 2013 : abandon (13e étape)
- 2014 : 153e

## Classements mondiaux
| Année              | 2005 | 2006 | 2007 | 2008 | 2009 | 2010 | 2011 | 2012 |
| ------------------ | ---- | ---- | ---- | ---- | ---- | ---- | ---- | ---- |
| Classement ProTour |      |      | 165e |      |      |      |      |      |
| UCI Asia Tour      |      |      |      |      |      | 345e |      |      |
| UCI Europe Tour    | 793e |      |      |      | 610e | 53e  | 173e | 203e |